# ヒャクニチソウ属
ヒャクニチソウ属（ヒャクニチソウぞく、学名：Zinnia）は、キク科の属。学名よりジニアとも呼ばれる。

## 概要
約15種が南北アメリカに分布し、その中心はメキシコにある。カシミール・ゴメス・デ・オルテゴがマドリードのビュート侯爵夫人に送ったのがヨーロッパでの最初の紹介であった。この時には淡紫の一重咲きの花がついた。その後1829年に赤が、1832年に白が開花した。八重咲きはフランスで作り出された。一代交配種が作られたのは1963年にアメリカで作られた品種「ファイアー・クラッカー」が最初。
属の学名はドイツ・ゲッティンゲン大学の医学、植物学教授だったヨハン・ゴットフリート・ジン（Johann Gottfried Xinn、1727 - 1759）に因んだものである。同属植物は20種近くあり、一年草・多年草と亜灌木のものがあるが、日本で作られているものは総て一年草である。

## 性質
一年生か多年生の草本が多く、一部は低木的になる。葉は多くは対生で、輪生の種もある。普通は葉柄が無く、葉の縁は滑らか。枝先に単独で着く頭状花序は外側に舌状花があり、これは雌生、内側に筒状花を多数つけ、こちらは両性。このいずれも稔性がある。総苞は釣り鐘型からほぼ円形で、総苞片は3列から多列。痩果は三角形から扁平なものまである。
草丈はヒャクニチソウでは60cmから1mくらいになるが、ホソバヒャクニチソウでは30cm足らずである。茎は直立し、葉は紡錘形で対生する。頭花は単生し、花色は非常に豊富で、赤・オレンジ・黄色・白・ピンク・藤色などがあり、複色花もある。

## 主な種
ヒャクニチソウ Z. violacea (syn. Z. elegans)
「優雅な」という種名の通り、花色・花の形なども豊富で開花期間も長く、古くから花壇用や仏花用に作られている。花径が10cmを超える大輪から5cmくらいの小輪まである。今出回っている品種はほとんどが八重咲きで、さじ弁で重ねの厚い八重咲きになるダリア咲き、管弁のカクタス咲き、半球形になるポンポン咲き、一重咲きで管状花の先が弁化するアネモネ咲きなどの品種がある。また、観賞植物としては割りと珍しい淡緑色の花をつけるエンヴィ（'Envy'）と言うダリア咲きの品種がある。Z. angustifoliaとの異種間交配種 (Z. marylandica)はうどんこ病耐性でよく栽培される。
メキシコヒャクニチソウ Z. angustifolia (syn. Z. linearis)
草丈15cmくらいの小さな草花で、鉢物として利用されている。タネが売られているものに「ソンブレロ」という品種がある。

## 栽培
家庭園芸において、タネから作るものとしては、最も強健で作りやすい草花の1つである。
発芽温度が高いので、東京付近でも4月下旬から5月ごろにまくのがよい。ダリア咲きのように、一袋のタネの粒数の多いものは、花壇に直接まいてもいいが、鉢や育苗箱などに、市販の園芸用土を入れてまき、5mmくらい覆土しておくと、数日で発芽する。花壇への定植は、株間を25cmくらいにする。日向または半日陰で、排水の良いところであれば、病虫害も少なく、7月から11月ころまで、文字通り100日以上花が楽しめる。種が出来る品種が多くあり、翌年以降は実生で楽しむことが出来るが、実生苗は自家受粉の株であっても親と同じ花になるとは限らず、多くの場合、親株とは違う花色になる。

## 利用
家庭での仏花の自給用に多く作られ、また、性質が丈夫なので、学校花壇などにも良く植えられる。メキシコ百日草の矮性系品種は、鉢植えやプランターでも作ることができる。
他の植物と異なり、粉砕により葉の単細胞が容易に分離できるという性質があるため、実験生物として用いられている。

## 画像

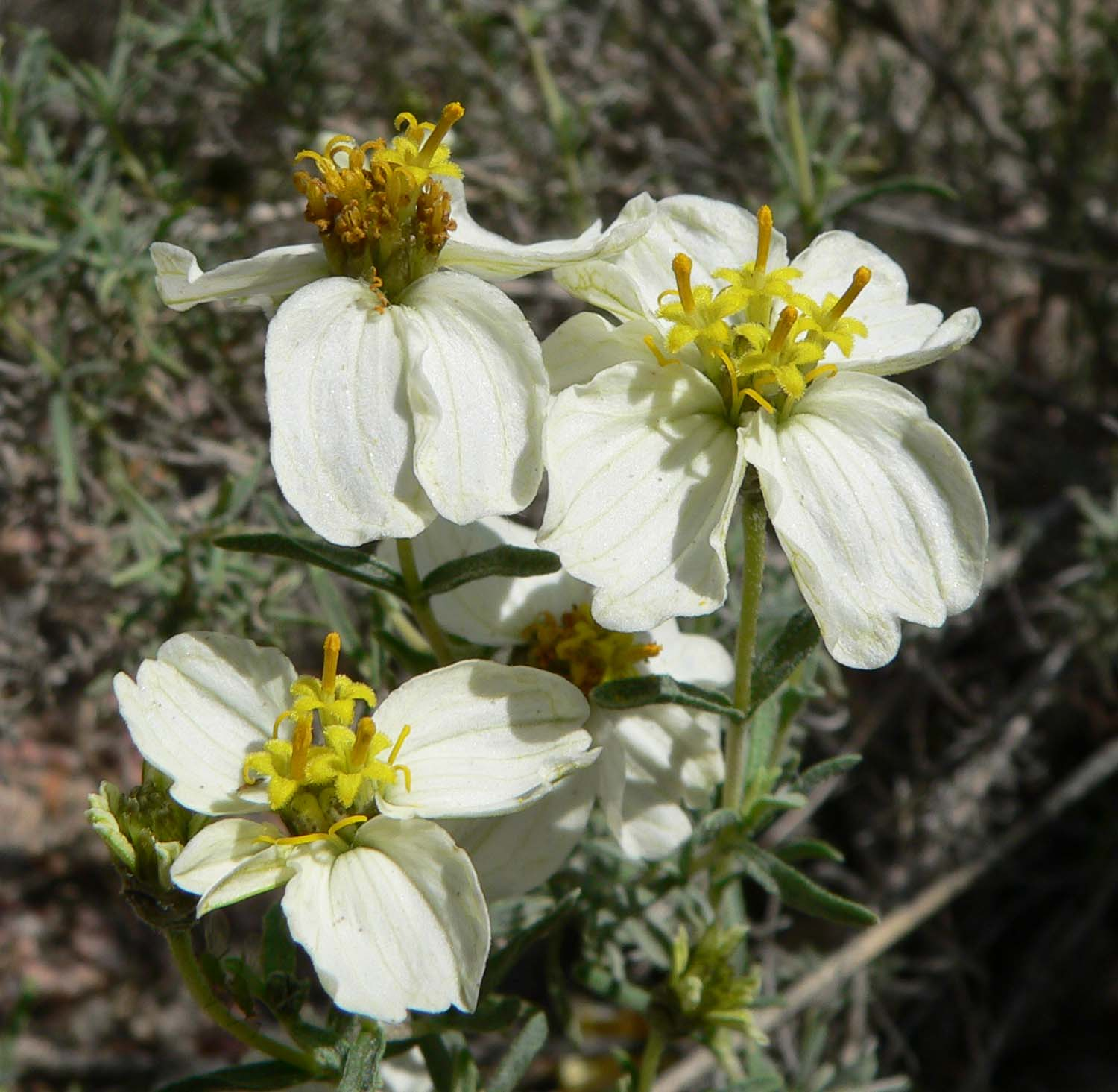
Zinnia acerosa
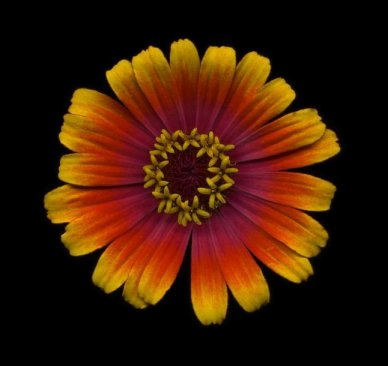
Zinnia bicolor
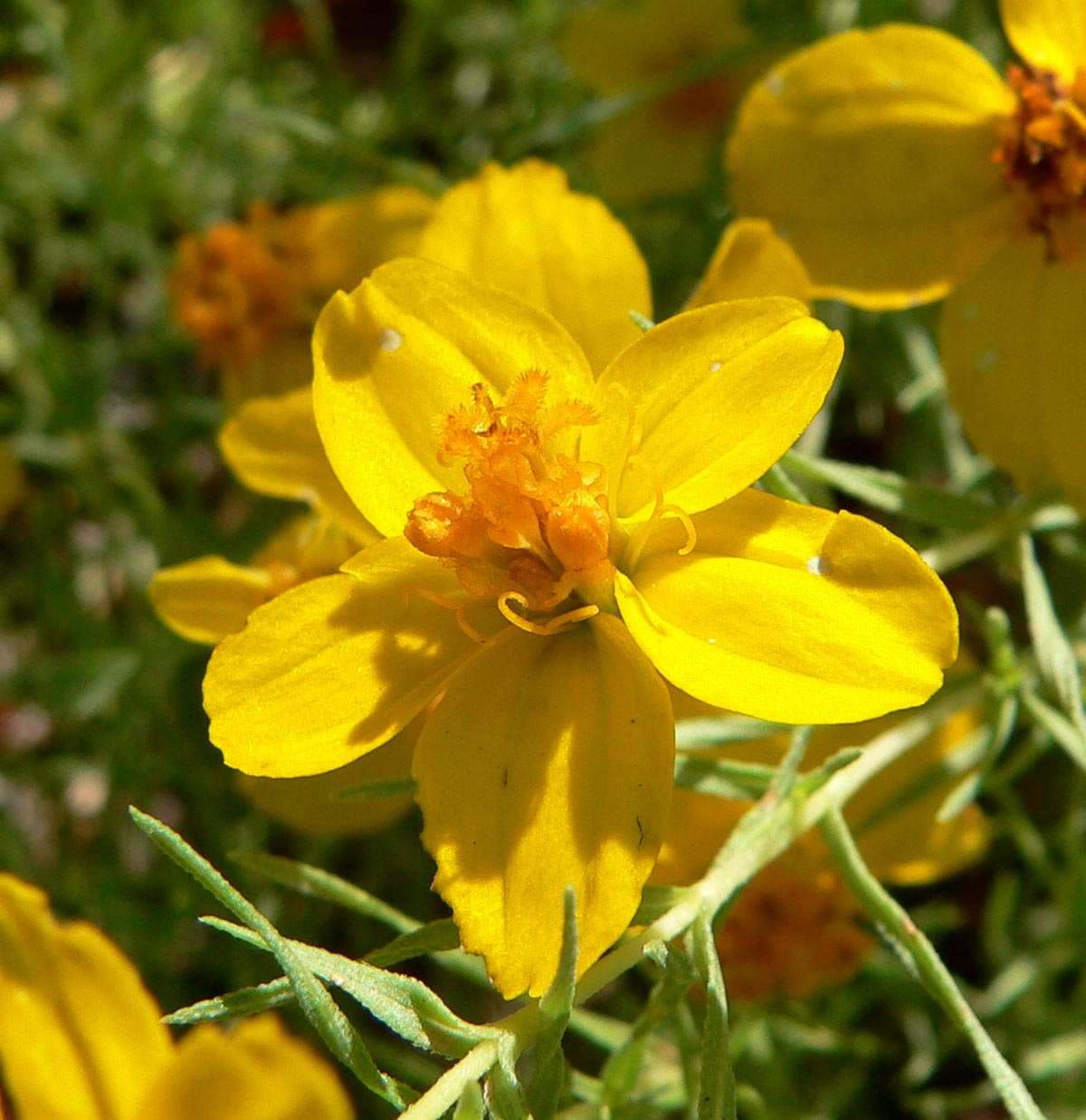
Zinnia grandiflora
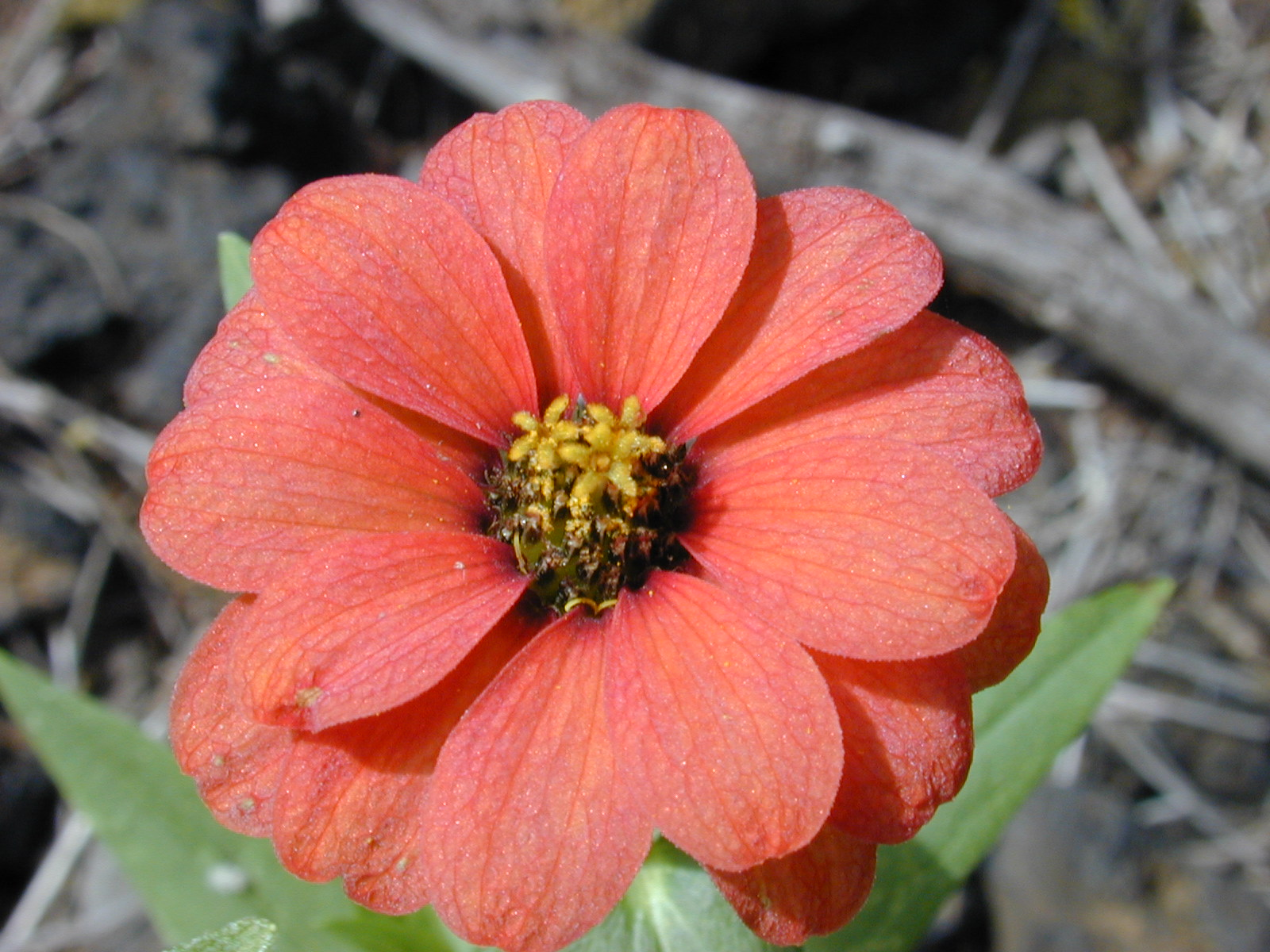
Zinnia peruviana
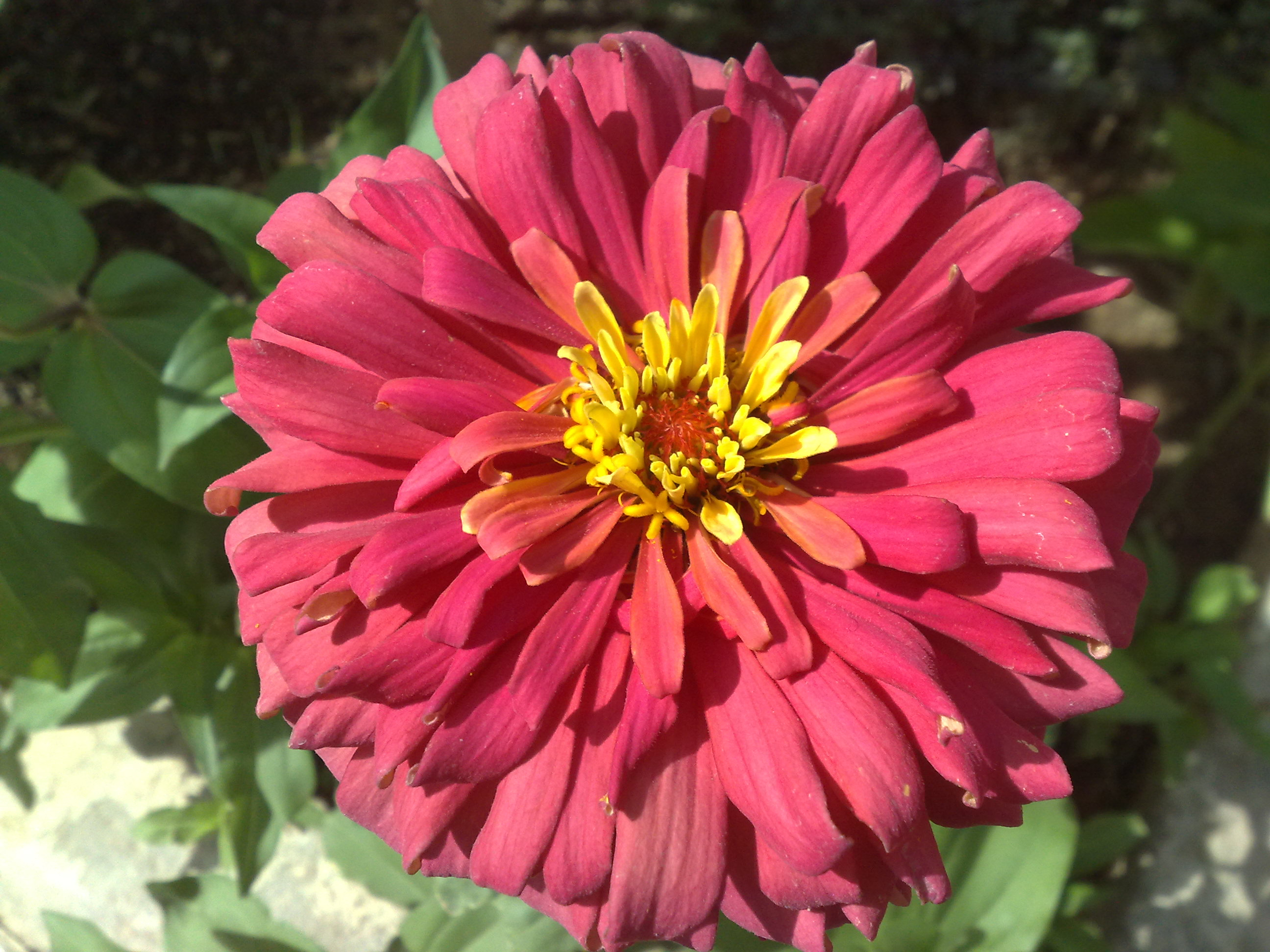
Zinnia elegans